# لي بيلي
لي بيلي (بالإنجليزية: Lee Bailey)‏ (10 يوليو 1972 بإدنبرة في المملكة المتحدة - ) هو لاعب كرة قدم بريطاني في مركز الهجوم. لعب مع كوين أوف ساوث ونادي بريتشين سيتي ونادي هيبرنيان ونادي إيست فيف ونادي ستيرلينغ ألبيون وبونيروغ روز أثلاتيك ‏ ونادي ليفينغستون لكرة القدم.

## وصلات خارجية
- لي بيلي على موقع قاعدة بيانات كرة القدم.إي يو (الإنجليزية)